# Yeferson Soteldo
Yeferson Julio Soteldo Martínez (* 30. Juni 1997 in Acarigua) ist ein venezolanischer Fußballspieler. Der variable Offensivspieler steht seit April 2022 beim FC Santos unter Vertrag steht.

## Karriere

### Verein
Yeferson Soteldo begann seine Karriere in seiner Heimat in der Jugend des FC Caracas, bevor er zu Zamora FC wechselte. Bereits mit 16 Jahren debütierte er für Zamora und wurde trotz seines jungen Alters zu einem wichtigen Spieler für den Verein.
Im Dezember 2017 wurde sein Wechsel zum chilenischen Verein CD Huachipato bekanntgegeben. Der Erstligist bezahlte für den offensiven Mittelfeldspieler eine Ablösesumme in Höhe von 1,5 Millionen Euro.
Im Januar 2018 wechselte Soteldo per Leihe zum Ligakonkurrenten CF Universidad de Chile. Der Verein aus der Hauptstadt Santiago de Chile sicherte sich außerdem eine Option für einen festen Kauf Soteldos. In der Saison 2018 absolvierte er 26 Einsätze, in denen ihm fünf Tore gelangen.
Nach Leihende wechselte er im Januar 2019 zum brasilianischen Erstligisten FC Santos, wo er einen Vertrag bis Saisonende 2022 unterzeichnete. Bei seinem neuen Verein etablierte er sich sofort als Stammspieler. Am 12. Mai (4. Spieltag) erzielte er beim 3:0-Heimsieg gegen den CR Vasco da Gama seinen ersten Treffer. Am 4. August traf er beim 6:1-Heimsieg gegen den Goiás EC doppelt und assistierte ein Tor. Mit neun Toren und sechs Vorlagen trug Soteldo wesentlich zum guten Abschneiden von Santos in der Saison 2019 bei. In der darauffolgenden Spielzeit 2020 absolvierte er 24 Spiele in der Ligameisterschaft, in denen ihm vier Treffer und fünf Assists gelangen.
Der FC Santos bezahlte die 2019 vereinbarte Transfersumme an Soteldos ehemaligen Arbeitgeber CD Huachipato aber niemals. Dafür erhielt der Verein letztlich von der FIFA eine Transfersperre. Damit diese aufgehoben wurde, ließ der Verein schließlich den wichtigen Stammspieler unter Marktwert gehen. Im April 2021 wechselte er zum Toronto FC in der Major League Soccer. Die MLS-Franchise sicherte sich für 75 % der Transferrechte an ihm und die für ihn bezahlte Ablösesumme floss direkt an den Verein aus Talcahuano, während sich der FC Santos eine prozentuelle Beteiligung an einem zukünftigen Verkauf sicherte. Nach der Saison 2021, wurde Soteldos nach Mexiko an UANL Tigres abgegeben und noch im selben Jahr folgte eine Leihe an den FC Santos. Im Juni 2023 übernahm Santos ihn wieder fest. Der Kontrakt erhielt eine Laufzeit bis Juni 2027.
Für die Spielzeit 2024 wurde Soteldo an den Ligakonkurrenten in der Série A Grêmio FBPA nach Porto Alegre ausgeliehen. Zum Jahresanfang 2025 kehrte der Spieler zu Santos zurück.

### Nationalmannschaft

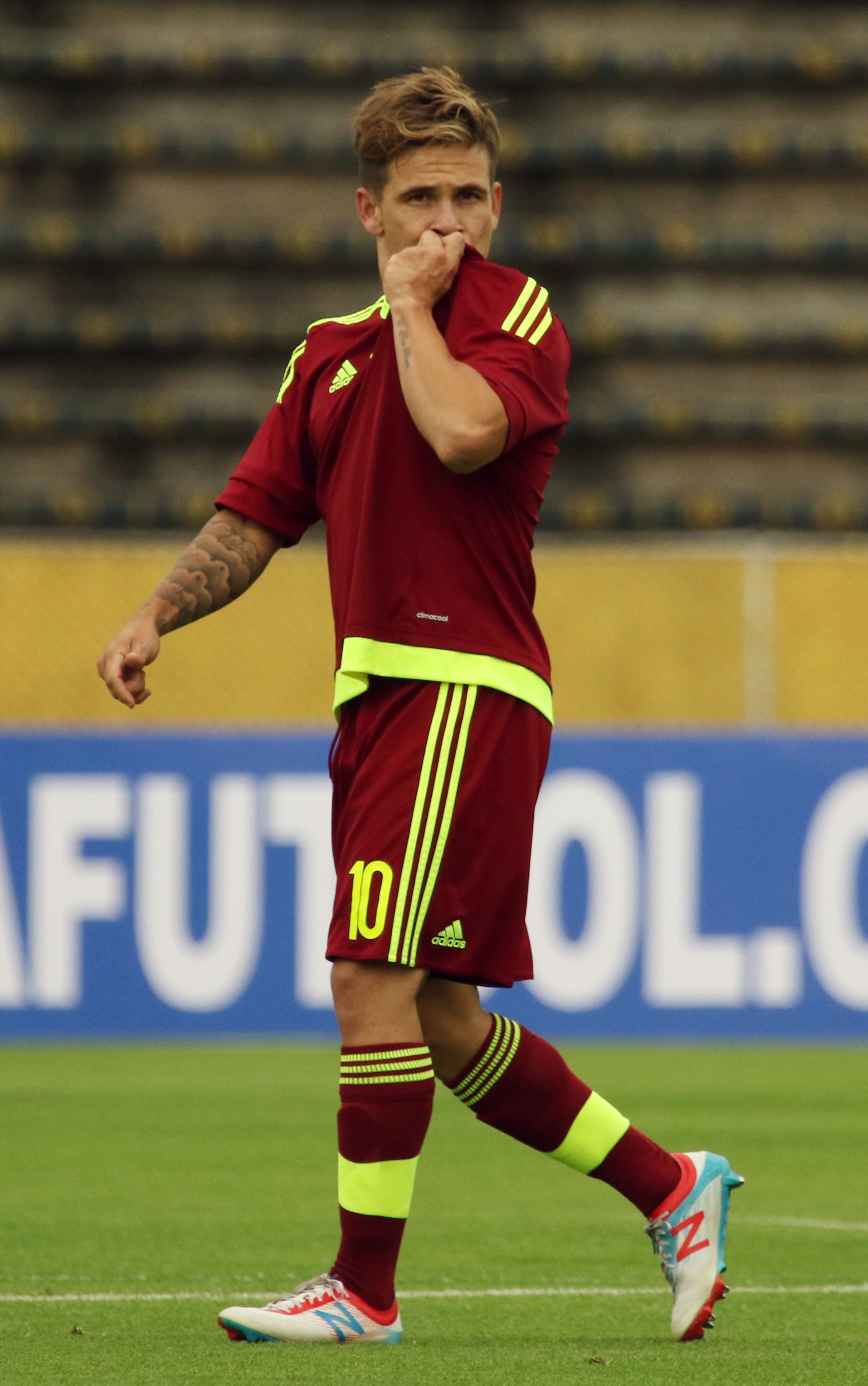
Yeferson Soteldo im Trikot der venezolanischen Nationalmannschaft

Bei der U-20-Südamerikameisterschaft 2017 erreichte Soteldo mit der U-20-Nationalmannschaft von Venezuela den dritten Platz. Im gleichen Jahr wurde er außerdem noch Vizeweltmeister mit dieser Auswahl, als man im Finale 0:1 gegen England unterlag.
Yeferson Soteldo debütierte für die venezolanische A-Nationalmannschaft am 3. Februar 2016 in einem Freundschaftsspiel gegen Costa Rica.
Im Januar 2020 führte er die U-23-Auswahl Venezuelas als Kapitän ins Qualifikationsturnier für die Olympischen Spiele in Tokio. Eine Teilnahme am prestigeträchtigen Turnier wurde jedoch deutlich verpasst, auch wenn ihm in vier Spielen zwei Treffer gelangen.

## Erfolge
Nationalmannschaft
- U-20-Vize-Weltmeister: 2017
- Dritter Platz bei der U-20-Fußball-Südamerikameisterschaft: 2017

Zamora FC
- Venezolanischer Meister: 2013/14, 2015, 2016

Grêmio
- Staatsmeisterschaft von Rio Grande do Sul: 2024

## Auszeichnungen
- Venezolanische Primera División Auswahl des Jahres: 2016
- Chilenische Primera División Bester Ausländischer Spieler: 2017
- Chilenische Primera División Auswahl des Jahres: 2017